# Рёрмос
Рёрмос (нем. Röhrmoos) — община в Германии, в земле Бавария. 
Подчиняется административному округу Верхняя Бавария. Входит в состав района Дахау.  Население составляет 6281 человек (на 31 декабря 2010 года). Занимает площадь 31,74 км².
Коммуна подразделяется на 5 сельских округов.